# گیورگی دوالی
گیورگی (گیا) دوالی (به گرجی: გიორგი (გია) დვალი) (زاده ۳۰ می ۱۹۶۴)؛ استاد تمام فیزیک در مرکز کیهان‌شناسی و فیزیک ذرات دانشگاه نیویورک و دانشگاه لودویگ ماکسیمیلیان مونیخ می‌باشد. وی هم اکنون به عنوان مدیر انستیتوی فیزیک ماکس پلانک مونیخ فعالیت می کند. دوالی دکترای فیزیک ذرات و کیهان‌شناسی را درسال ۱۹۹۲ از دانشگاه دولتی تفلیس دریافت کرد و پیش از همکاری با دانشگاه نیویورک سابقه فعالیت در مرکز بین‌المللی فیزیک نظری و سازمان اروپایی پژوهش‌های هسته‌ای را داشت. تحقیقات عمده وی برروی اضافی گسترده و گرانش کوانتومی بوده است.